# Teorema di Lindemann-Weierstrass
In matematica, il teorema di Lindemann-Weierstrass è un risultato di algebra astratta molto utile per stabilire la trascendenza di determinati numeri. Come corollari, ne vengono la trascendenza di {\displaystyle e} e {\displaystyle \pi }.
Esso afferma che se {\displaystyle \alpha _{1},...,\alpha _{n}} sono numeri algebrici linearmente indipendenti sul campo dei numeri razionali {\displaystyle \mathbb {Q} }, allora {\displaystyle e^{\alpha _{1}},...,e^{\alpha _{n}}} sono algebricamente indipendenti su {\displaystyle \mathbb {Q} }.
Una formulazione equivalente è la seguente: se {\displaystyle \alpha _{1},...,\alpha _{n}} sono numeri algebrici distinti, allora {\displaystyle e^{\alpha _{1}},...,e^{\alpha _{n}}} sono linearmente indipendenti sull'insieme dei numeri algebrici.
Ferdinand von Lindemann provò per primo, nel 1882, che {\displaystyle e^{\alpha }} è trascendente per ogni numero algebrico non nullo {\displaystyle \alpha }, mentre nel 1885 Karl Weierstrass ha provato la versione più generale qua enunciata.
Il teorema è generalizzato dalla congettura di Schanuel.